# Catedral de Santa María de los Ángeles
La Catedral de Santa María de los Ángeles es una iglesia catedralicia de culto católico, sede de la Diócesis de Santa María de Los Ángeles.  Se encuentra en el centro de la ciudad, frente a la Plaza de Armas.
Fue construido entre 1970 y 1972. En el frontis se muestran diferentes escenas de la Santísima Trinidad. Como toda Catedral tiene sus doce columnas, ocho en el presbiterio y cuatro a la entrada del templo. En el presbiterio se encuentra la imagen de Jesucristo pintado en grande, obra realizada por Francisco Valdés Subercaseaux. Los muros interiores son ornamentados con fragmentos de la Biblia y en un costado se sitúa la imagen de la Virgen del Carmen y el Niño Jesús tallados en madera nativa.

## Galería

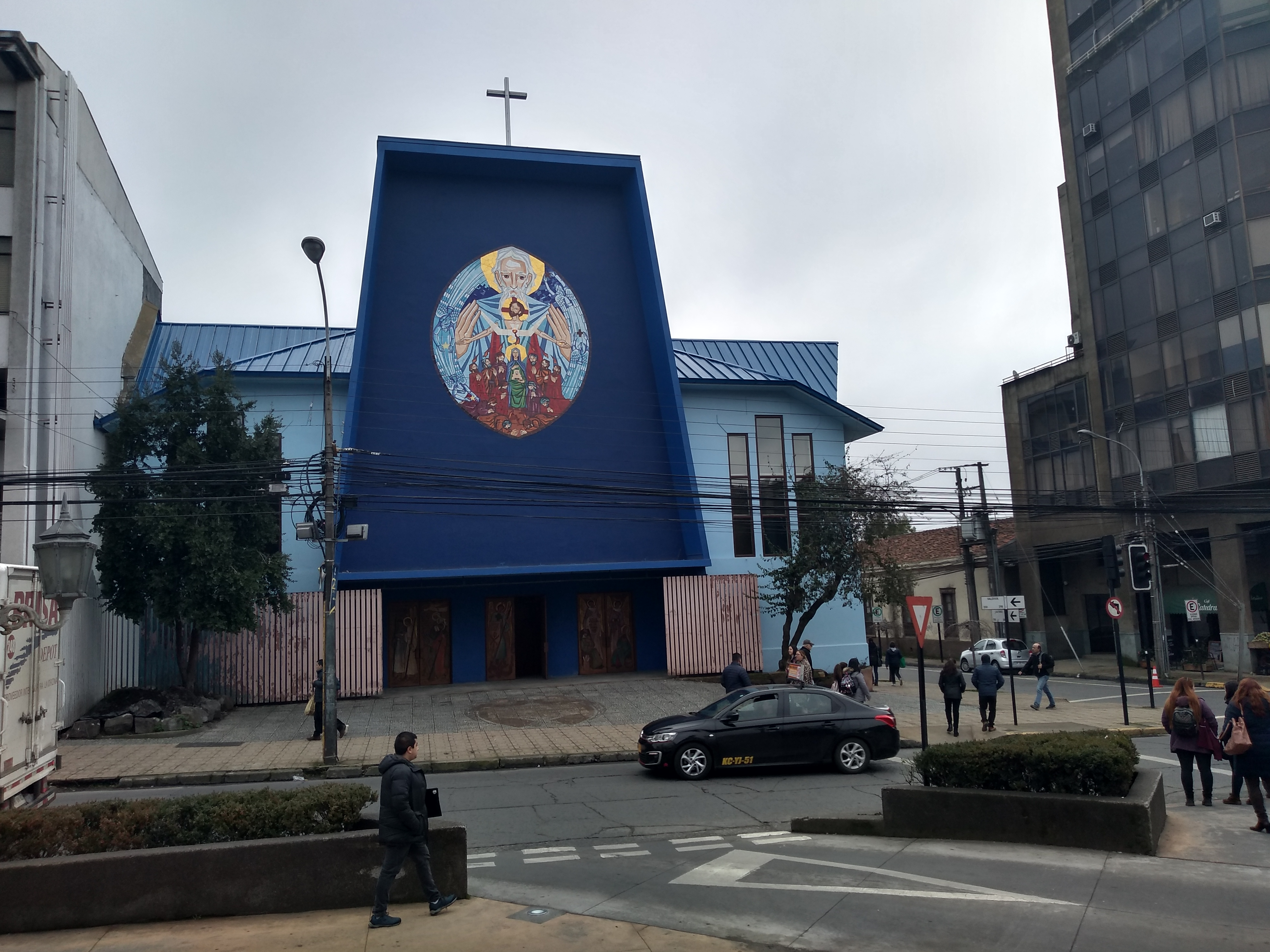
Frontis de la catedral en 2019.
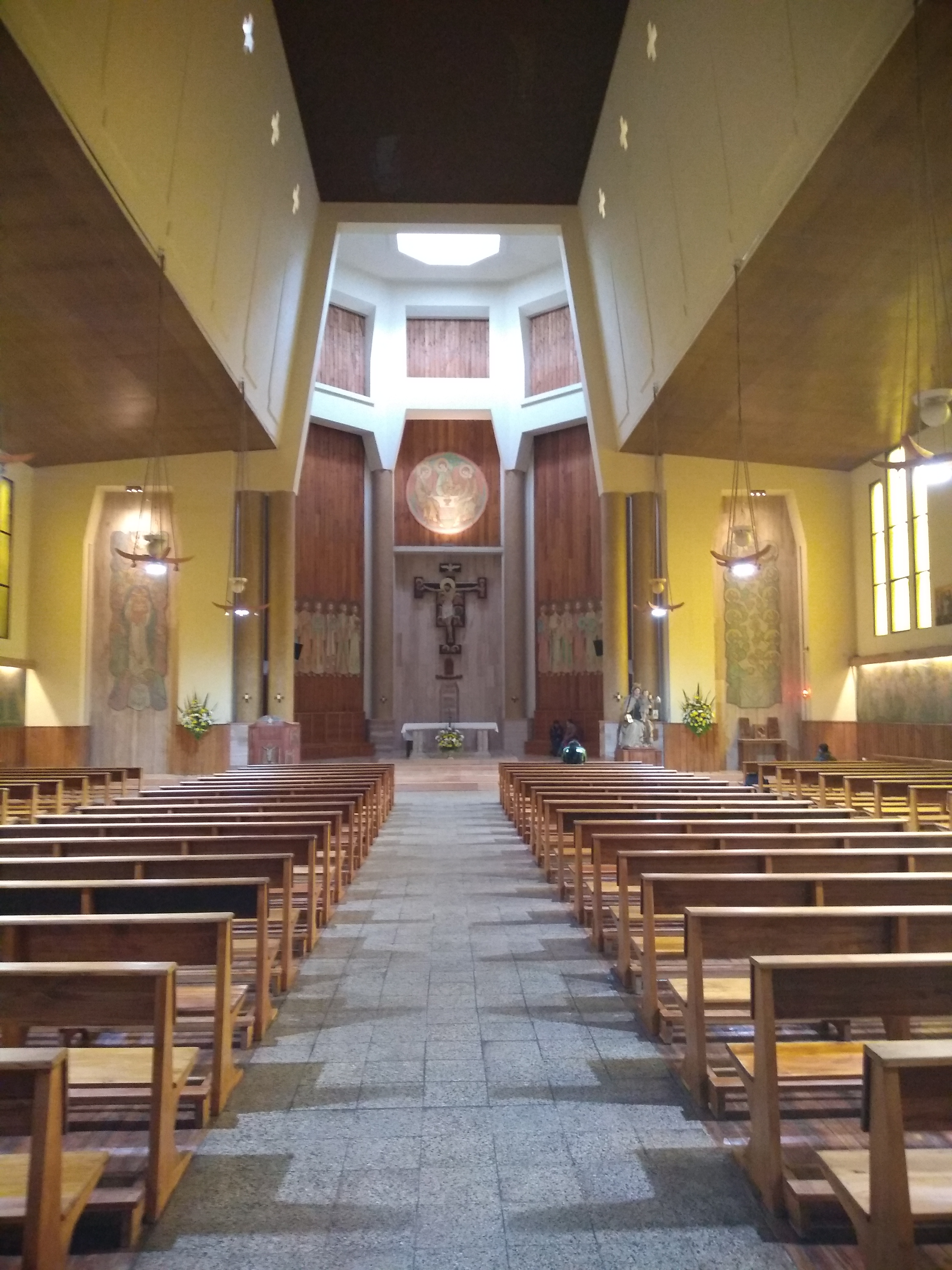
Interior de la catedral.
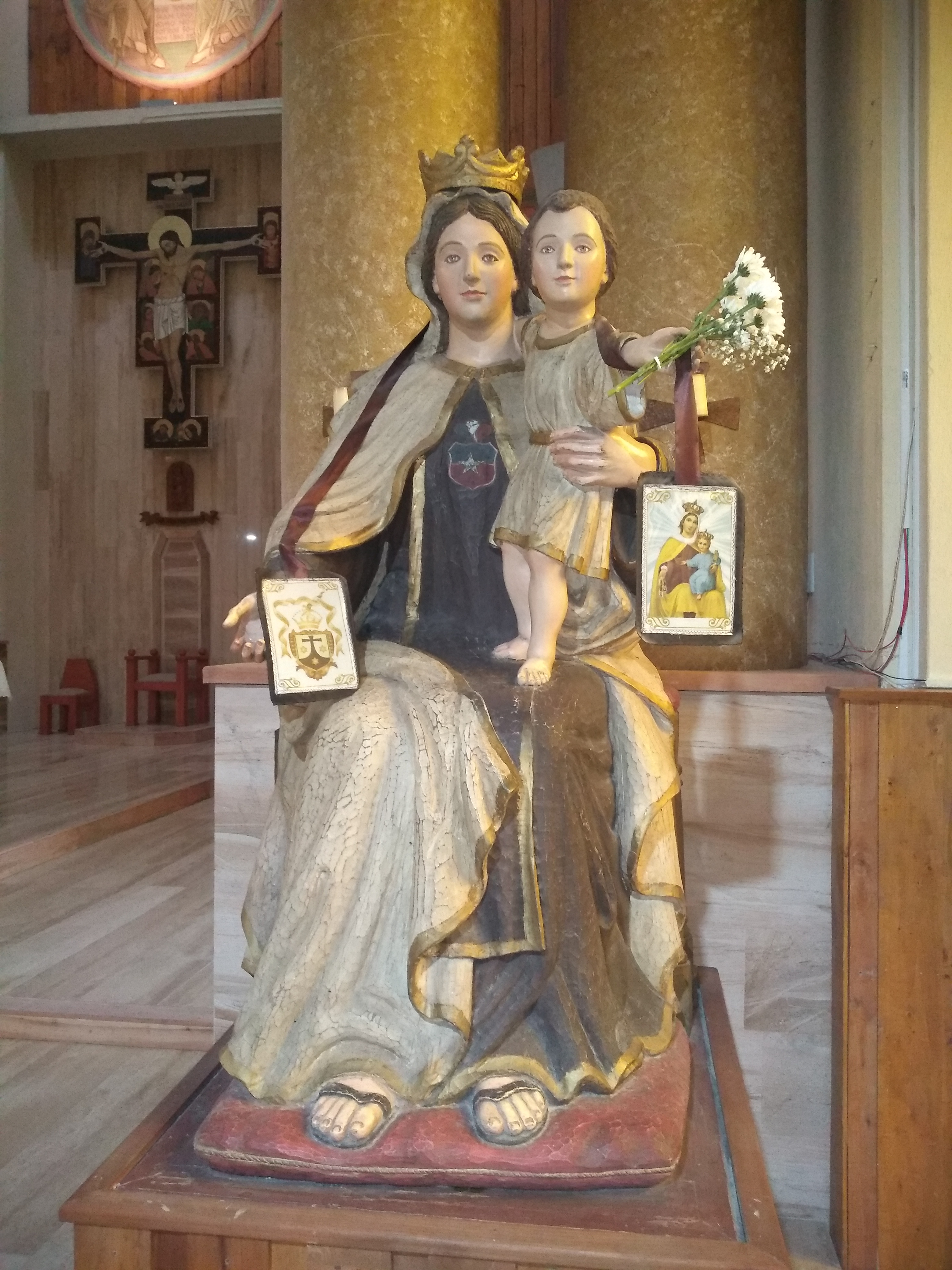
Virgen del Carmen con el escudo nacional de Chile abrazando al Niño Jesús tallado en madera nativa.